# Exaphodius excellens
Exaphodius excellens är en skalbaggsart som beskrevs av S. Endrödi 1960. Exaphodius excellens ingår i släktet Exaphodius och familjen Aphodiidae. Inga underarter finns listade i Catalogue of Life.